# Planjan (Sapto Sari)
Planjan is een bestuurslaag in het regentschap Gunung Kidul van de provincie Jogjakarta, Indonesië. Planjan telt 5424 inwoners (volkstelling 2010).